# Wilhelm Arent
Wilhelm Arent, született:  Wilhelm Ludwig Carl Arendt (Berlin, 1867. március 7. – 1913 után) német költő, a korai naturalizmus egyik fontos antológiájának szerkesztője.

## Élete
Apja magas rangú, gazdag erdészeti tisztviselő volt, s Arent 10 éves korában elhunyt. A Landesschule Pforta s más berlini középiskolák tanulója volt. Már egészen fiatalon mentális betegségben szenvedett.
Az 1880-as évektől kezdve irodalomtörténeti műveket és verseket publikált, később színésznek és énekesnek készült. Első kötete, az 1883-ban saját költségén megjelentetett Lieder des Leides nem keltette fel sem a kritika, sem a közvélemény figyelmét. A következő évben Karl Ludwig álnéven állítólag Jakob Michael Reinhold Lenz hagyatékából származó verseket jelentetett meg, amelyek egy részét ő maga írta.
1884-ben az Auf der Höhe és a Deutsches Dichterheim című lapoknak dolgozott, de írt más, főleg délnémet újságok számára is. 1885-ben adta ki Aus tiefster Seele című verseskötetét, amelyhez Hermann Conradi írt bevezetőt. Arent, aki a Heinrich és Julius Hart körüli berlini kör patrónusaként is kitüntette magát szerkesztője volt a Moderne Dichter-Charaktere című naturalista antológiát, amely elsősorban Hermann Conradi és Karl Henckell programszerű előszavairól ismert. A kötet a naturalizmus fontos dokumentumává vált, s noha a közvéleményben alig keltett feltűnést, a 21 szerző közreműködésével készült gyűjtemény az irodalmi körökben heves viták tárgyát képezte. 
Atent 1890-ben színész lett Berlinben, eközben Michael Georg Conrad vezető természettudományi lapjának, a Die Gesellschaft-nak is munkatársa volt. 1895 és 1896 közt maga is szerkesztett egy önálló irodalmi lapot Die Musen címen. Idegbetegsége miatt 1896-ban abbahagyta az írást, s teljesen kivonult a közéletből. Heinrich Hart 1907-ben így írt:
"Arent vonakodott titkolni, hogy többször is elmegyógyintézetbe került, egyike volt azoknak, akik büszkék voltak arra, hogy betegek és abnormálisak (...) Minden nap más volt, egyszer csupa gyengéd odaadás és vidám hangulat, másnap tele volt rosszindulattal és gyűlölettel. Egyik nap olyan verseket zúdított ránk, amelyekben oroszlánként, sasként és más nemes állatként ünnepelt bennünket, másnap reggel szinte rendszeresen jött egy levél, amelyben örökre lemondott rólunk, s olyan dolgokat mondott, amelyeket csak neki bocsátottunk meg"
Albert Soergel szerint Arent 1911-ben Berlinben "lelkileg megtörve veszett el". Hans Bethge egy évvel korábban azt írta, hogy Arent Berlinben hunyt el. Mivel Arent egy regénye Karl Ludwig álnéven 1913-ban megjelent, feltehetőleg ebben az évben még élt, utána azonban semmilyen információ nincs róla.

## Válogatott munkái
- Lieder des Leides. Berlin, 1883
- Reinhold Lenz. Lyrisches aus dem Nachlaß aufgefunden von Karl Ludwig. Kamlah'sche Buchhandlung (Georg Nauck), Berlin, 1884 digitalizált változat
- Aus tiefster Seele. Mit Geleitswort von Hermann Conradi. Verlag von Georg Nauck (Kamlah'sche Buchhandlung), Berlin, 1885 online változat
- Moderne Dichter-Charaktere. Anthologie mit Gedichten von 21 Autoren. Selbstverlag des Herausgebers (in Commission der Kamlah’schen Buchhandlung), Berlin, 1885 digitalizált változat
- Kopenhagen – Elsa – Faust-Stimmungen und Anderes. Eine Reihe cyclischer Dichtungen. E. Pierson’s Verlag, Dresden und Leipzig, 1889
- Liebfrauenmilch. Mit einer einführenden poetischen Epistel von Aloys John-Eger, einem Vor- und Schlußwort des Autors und einem Epilog von Paul Hankel. E. Pierson’s Verlag, Dresden und Leipzig, 1889 Az 1892-es második kiadás digitalizált változata
- Durchs Kaleidoskop. Mit einem Epilog des Autors  E. Pierson’s Verlag, Dresden und Leipzig 1891 digitalizált változat
- Aus dem Großstadtbrodem. Mit einem Geleitwort von Lucian von Prager  Verlags-Magazin (J. Schabelitz), Zürich, 1891 digitalizált változat
- Violen der Nacht. Ein Liederbuch. C.F. Conrads Buchhandlung (Paul Ackermann), Berlin, 1891 digitalizált változat
- Irrflammen. Stimmungs-Nervosismen, lyrische Sensationen & Tagebuchblätter. Poeßl, München, 1893 digitalizált változat
- Karl Ludwig álnéven: Eine fahrende Seiltänzerin. Roman. Hillger, Leipzig und Berlin, 1913

## Fordítás
- Ez a szócikk részben vagy egészben  a   Wilhelm Arent című német Wikipédia-szócikk ezen változatának fordításán alapul.  Az eredeti cikk szerkesztőit annak laptörténete sorolja fel. Ez a jelzés csupán a megfogalmazás eredetét és a szerzői jogokat jelzi, nem szolgál a cikkben szereplő információk forrásmegjelöléseként.